# 2 + 2 = 5
Pour la chanson, voir 2+2=5 (chanson).

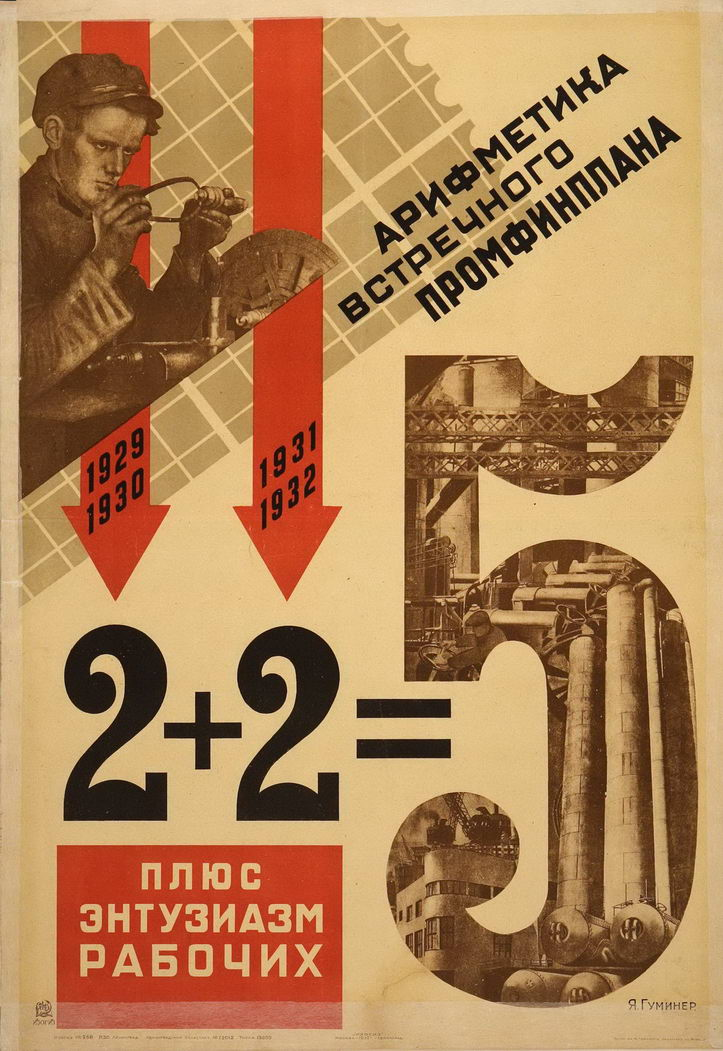
« Arithmétique d'un plan alternatif :
2 + 2 plus l'enthousiasme des ouvriers = 5 ».
— Affiche de propagande soviétique par Iakov Guminer (1931).

L'expression 2 + 2 = 5 (« deux plus deux égale cinq ») est parfois utilisée comme une représentation d'un sophisme destiné à perpétuer une idéologie politique. Elle illustre également le caractère formel de la logique, qui étudie les mécanismes du raisonnement indépendamment du sens des énoncés qu'elle utilise.

## En littérature

### Divers
Dans la pièce Dom Juan (1665) de Molière, on peut lire : « Je crois que deux et deux sont quatre, Sganarelle, et que quatre et quatre sont huit. » (acte III, sc. 1), ce à quoi Sganarelle, le valet du libertin répond : « Votre religion, à ce que je vois, est donc l'arithmétique ? »

Le 17 février 1871, dans une lettre d'Ibsen à Georg Brandes, est indiqué : 

« Qu'est-ce qui m'assure que, sur la planète Jupiter, 2 et 2 ne font pas 5 ? »

— De Stalker Éditeur - Paris.
En 1895, Alphonse Allais publie Deux et deux font cinq, sous-titré « 2 + 2 = 5 », un recueil de contes humoristiques. Le contenu même du recueil n'a pas de rapport avec son titre, si ce n'est qu'il est tout aussi absurde.
Dans un de ses sketchs, l'humoriste Pierre Desproges affirme : 

« Savez-vous seulement quelle différence il y a entre un psychotique et un névrosé ? 

Un psychotique, c'est quelqu'un qui croit dur comme fer que 2 et 2 font 5, et qui en est pleinement satisfait. Un névrosé, c'est quelqu'un qui sait pertinemment que 2 et 2 font 4, et ça le rend malade. »

— Pierre Desproges, Textes de scène, Points, 1997.

### Citations similaires
Les Carnets du sous-sol (Dostoïevski - 1864) : « Hé messieurs ! Quelle sera alors ma volonté quand on en arrivera au formulaire et à l'arithmétique, quand il n'y aura en usage que deux fois deux font quatre ? »
Lettre de Nietzsche à sa sœur (1865) : « En ce qui concerne ton principe selon lequel le vrai serait toujours du côté de la difficulté, je suis en partie d'accord avec toi. On a néanmoins du mal à concevoir que deux fois deux ne font pas quatre ; en est-ce plus vrai pour autant ? »

### Orwell

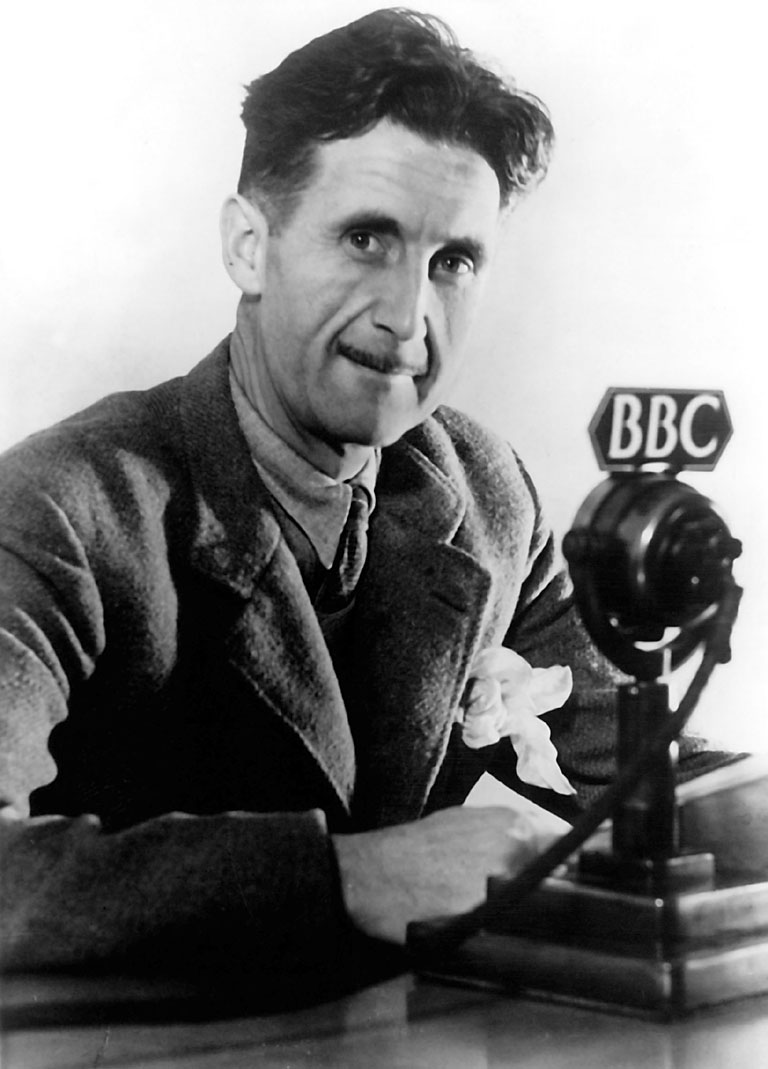
George Orwell, propagandiste anti-nazi au micro de la BBC pendant la seconde Guerre mondiale (1939–1945).

George Orwell avait déjà utilisé le concept de 2 + 2 = 5 avant la publication, en 1949, de 1984. Dans un article paru en 1939 dans la revue The Adelphi à l'occasion de la parution du livre Power: A New Social Analysis (Le Pouvoir : une nouvelle analyse sociale) de Bertrand Russell, il déclare :
« It is quite possible that we are descending into an age in which two plus two will make five when the Leader says so. »
« Il est bien possible que nous soyons en train de nous enfoncer dans une ère dans laquelle deux plus deux feront cinq quand le leader le décidera. »
À  partir de 1941, il est employé à la BBC et devient un habitué des méthodes de la propagande nazie. Dans son essai Looking Back on the Spanish War, publié quatre ans avant 1984, Orwell explique que la théorie nazie nie l'existence d'une chose telle que la « vérité » et tente de prendre contrôle du passé en transformant les affirmations du leader en vérité absolue : « S'il dit que deux et deux font cinq, eh bien, deux et deux font cinq. Cette perspective m'effraie bien plus que les bombes. »
Sur le plan politique, cet usage a été illustré par le roman 1984 (troisième partie, chapitre II), où cette formule est opposée au truisme « deux plus deux égale quatre ». Le héros, Winston Smith, se demande dans son journal si l'État a le pouvoir de définir la formule « deux plus deux égale cinq » comme exacte ; il se demande si le fait que tout le monde y croie en fait une vérité (solipsisme).
Lors de l'explication de la doctrine du parti, le dirigeant dit à Winston que le parti peut décider de dire que 2 + 2 = 5 dans certaines circonstances, mais que dans d'autres il est obligé d'admettre que 2 + 2 = 4. En pratique, la vérité scientifique officielle donnée au public doit coller avec la doctrine politique, tandis que les ingénieurs militaires utilisent des théories correctes dans leur travail. Cette contradiction apparente n'est qu'un aspect de la « doublepensée ».
Pour de nombreux biographes d'Orwell, la source principale de cette réflexion a été Assignment in Utopia de Eugene Lyons, récit décrivant l'Union soviétique à son époque. Il comporte un chapitre intitulé « 2 + 2 = 5 », slogan utilisé par le gouvernement de Staline pour annoncer que le plan quinquennal serait accompli sur une période de quatre ans, et qui fut pendant un moment utilisé largement à Moscou.

### Bradbury
Ray Bradbury a également utilisé ce concept en 1953 dans son roman intitulé Fahrenheit 451.[réf. souhaitée]

## En musique
- Léo Ferré fait référence à l'expression et à son utilisation chez Dostoïevski dans la chanson « L'Imaginaire » (album L'Imaginaire, 1982) : « Les logarithmes lanceront un défi aux machines à calculer / Les machines à calculer se tromperont et deux et deux feront peut-être cinq comme disait Dostoïevski et ça sera charmant ».
- 2 + 2 = 5 est le titre de la première chanson de l'album Hail to the Thief du groupe Radiohead. Les paroles permettent de supposer qu'il s'agit d'une référence au roman 1984 de George Orwell.
- Depuis 2010, la ville de Montpellier propose en septembre un festival de musique et de performances artistiques dénommé « FESTIVAL 2+2=5, festival de Musiques Émergentes »[5].

## Approximation
En 1990, le mathématicien Houston Euler révéla au grand jour dans Mathematics Magazine un des secrets les mieux gardés de la communauté mathématique,, : 

« 2 + 2 = 5 (pour des valeurs suffisamment grandes de 2) »

Cette plaisanterie, parfois reprise par les milieux scientifiques et informatiques, peut être interprétée comme un commentaire ironique sur les calculs d'arrondis : par exemple, 2,4 peut être arrondi à 2 mais 4,8 (soit 2 × 2,4) sera arrondi à 5. C'est ainsi que la 2CV Sahara, disposant de deux moteurs de Citroën de 2CV fiscaux, se trouve déclarée dans la catégorie des 5CV, la puissance fiscale des deux moteurs combinés n'étant pas égale à la somme des puissances fiscales prises séparément.

## Fausses équations utilisées comme métaphores
On illustre souvent le principe de la synergie ou la supériorité de l'émulation sur le travail en équipe par l'équation « 1 + 1 = 3 ». Cyril Northcote Parkinson, créateur de la loi de Parkinson, se livra à l'opération inverse, se battant contre l'inefficacité inhérente selon lui au travail en groupe, dans un livre nommé 1=3 ou les règles d'or de M. Parkinson (titre anglais : In-laws and Outlaws). Cette équation est au cœur du livre La Révolution des fourmis de Bernard Werber.
Nicolas Sarkozy exprima le principe d'accroissement des peines à l'égard des multi-récidivistes par la phrase « Pour eux, 2 + 2 doivent faire 8 ».